# Süd- und zentralamerikanische Handballmeisterschaft der Männer
Die Süd- und zentralamerikanische Handballmeisterschaft der Männer ist ein internationaler Handballwettbewerb für Nationalmannschaften in Südamerika und Zentralamerika. Veranstalter ist die Süd- und zentralamerikanische Handballkonföderation (SCAHC).
Die Meisterschaft dient auch der Qualifikation für die Weltmeisterschaft. Zuvor konnten sich die Teams aus Süd- und Zentralamerika für die Panamerikameisterschaft qualifizieren.

## Turniere
Im Nachfolgenden eine Auflistung der Turniere.
Artikel zu den einzelnen Wettbewerben sind verlinkt in der Spalte "Jahr".
| Nr. | Jahr | Land        | Teams | 1. Platz (Gold) | 2. Platz (Silber) | 3. Platz (Bronze) | restliche Teilnehmer in der Reihenfolge der Platzierung |
| --- | ---- | ----------- | ----- | --------------- | ----------------- | ----------------- | ------------------------------------------------------- |
| 01. | 2020 | Brasilien   | 6     | Argentinien     | Brasilien         | Uruguay           | Chile, Paraguay, Bolivien                               |
| 02. | 2022 | Brasilien   | 7     | Brasilien       | Argentinien       | Chile             | Uruguay, Paraguay, Costa Rica, Bolivien                 |
| 03. | 2024 | Argentinien | 6     | Brasilien       | Argentinien       | Chile             | Paraguay, Uruguay, Costa Rica                           |